# Fordsville (Kentucky)
Fordsville es una ciudad ubicada en el condado de Ohio en el estado estadounidense de Kentucky. En el Censo de 2010 tenía una población de 524 habitantes y una densidad poblacional de 450,6 personas por km².

## Geografía
Fordsville se encuentra ubicada en las coordenadas 37°38′5″N 86°43′6″O / 37.63472, -86.71833. Según la Oficina del Censo de los Estados Unidos, Fordsville tiene una superficie total de 1.16 km², de la cual 1.16 km² corresponden a tierra firme y (0.22%) 0 km² es agua.

## Demografía
Según el censo de 2010, había 524 personas residiendo en Fordsville. La densidad de población era de 450,6 hab./km². De los 524 habitantes, Fordsville estaba compuesto por el 97.71% blancos, el 1.15% eran afroamericanos, el 0% eran amerindios, el 0% eran asiáticos, el 0% eran isleños del Pacífico, el 0.19% eran de otras razas y el 0.95% pertenecían a dos o más razas. Del total de la población el 0.95% eran hispanos o latinos de cualquier raza.